# Falsterbo museum

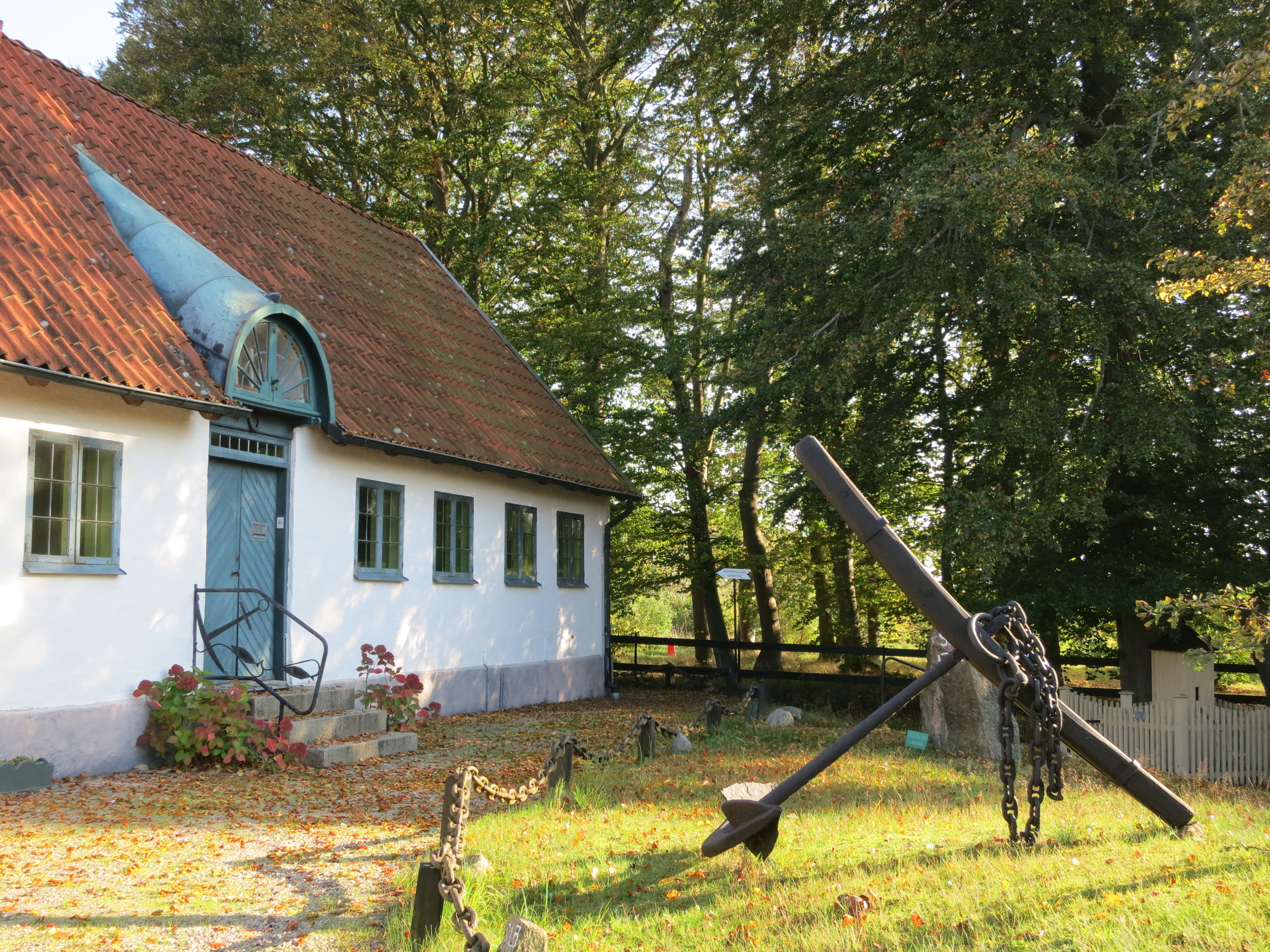
Falsterbo museum

Falsterbo museum är det lokala museet för Falsterbonäset med Falsterbo och Skanör och vars  huvudbyggnader är belägna på Sjögatan i Falsterbo.
Falsterbo museum drivs av Falsterbonäsets museiförening som bildades 1930 av Göran von Essen, Eric Hester och Gustav Christersson som Falsterbo Naturskydds- och Fornminnesförening och fick sitt nuvarande namn 1968. Från början var museet inrymt i Gulegård vid Gamla torg i Falsterbo och det nuvarande museet, som byggdes 1940, ligger granne med Falsterbo kyrka. Det har en bred och intressant samling som speglar traktens historia från stenåldern, vikingatiden, medeltiden med modeller av slott från 1200-1300-talet och en hel del annat från denna Falsterbos storhetstid för sillfiske och handelsutbyte, bland annat keramik. Även interiörer och utställningar från det senare samhällslivet, järnvägen samt naturlivet, fåglar, djur och bärnsten finns där. Knutet till verksamheten finns också den fristående gamla korsvirkesgården Andreas Lundbergagården på Östergatan 10 med tillhörande konstutställningsavdelning och andra historiska sevärdheter på Falsterbonäset.